# Haut-commissariat à la Stratégie et au Plan

En France, le haut-commissariat à la Stratégie et au Plan est chargé d'animer et de coordonner les travaux de planification et de réflexion prospective conduits pour le compte de l'État et d'éclairer les choix des pouvoirs publics au regard des enjeux démographiques, économiques, sociaux, environnementaux, sanitaires, technologiques et culturels. 
Il est créé le 23 mai 2025 et succède au haut-commissariat au Plan et à France Stratégie.

## Histoire
Dans les années 1950 et au cours des deux décennies suivantes, le commissariat au Plan de l'après-guerre participe au projet de société de réduction des inégalités et de croissance économique, à l’époque des trente glorieuses.
Dans les années 1980, le ministre réformiste de centre-gauche et futur Premier ministre Michel Rocard s’était vu confier cette responsabilité en étant nommé ministre d'État, ministre du Plan et de l'Aménagement du territoire dans les deux premiers gouvernements Pierre Mauroy, du 22 mai 1981 au 23 mars 1983. Il a également la tutelle du Conseil supérieur de la coopération. Mais il vit cette nomination à un ministère technique comme une humiliation du chef de l'État, qui ne lui aurait pas pardonné d'avoir voulu le supplanter dans la course présidentielle,.
Après l'abandon des plans quinquenaux dans les années 1990, le commissariat au Plan voit son influence décroître. Il est baptisé Centre d'analyse stratégique en 2006, puis France Stratégie en 2013. En 2017, le commissaire en titre, Jean Pisani-Ferry, rejoint la campagne du candidat à la présidentielle Emmanuel Macron.
Créé par un décret du président de la République François Hollande le 23 avril 2013, France Stratégie remplace le Centre d'analyse stratégique (qui avait remplacé le Commissariat général du Plan), ainsi que le Conseil de l'emploi, des revenus et de la cohésion sociale (CERC).
Cette création fait suite à un rapport de la mission confiée à Yannick Moreau, présidente de section au Conseil d'État, sur la réforme du Centre d’analyse stratégique, à la suite de la première grande conférence sociale, remis le 4 décembre 2012 au Premier ministre, Jean-Marc Ayrault.
Le décret du 24 mars 2017 vient actualiser les dispositions relatives au fonctionnement de France Stratégie, notamment en supprimant le Conseil national de l'industrie pour « son caractère plus fortement ministériel » et en élargissant le « Haut Conseil de la famille » en « Haut Conseil de la famille, de l'enfance et de l’âge ». De plus, une charte, approuvée par le Premier ministre Bernard Cazeneuve précise l'autonomie conférée à l'institution dans ses relations avec le gouvernement.
Le décret no 2020-1101 du 1er septembre 2020 institue un haut-commissariat au plan qui dispose de France Stratégie.
Le 1er septembre 2020, sous la présidence Macron, le Premier ministre Jean Castex crée par décret le poste de Haut-commissaire au plan, auquel François Bayrou est nommé le 3 du même mois, après avoir été annoncé à ce poste par le président de la République plusieurs jours auparavant,. La nomination permet à la fois d'éviter un cumul des mandats au maire de Pau et de le faire entrer au gouvernement : Bayrou en étant sorti en 2017 lors de sa mise en examen sur l'affaire des assistants parlementaires de son parti, le MoDem, une nouvelle nomination en tant que ministre aurait été problématique. Prévu pour être au départ sous l'autorité directe du chef de l'État, le poste est finalement placé sous l'autorité du chef du gouvernement.
Le 23 mai 2025, sous la direction de Clément Beaune, le Haut-commissariat au plan et France Stratégie sont fusionnés au sein du Haut-commissariat à la Stratégie et au Plan.

## Statut et composition

### Composition
Le Haut-commissariat à la Stratégie et au Plan se compose de plusieurs membres dont un haut-commissaire à la stratégie et au plan (Clément Beaune), nommé par décret en Conseil des ministres.

## Liste des titulaires
|  | Clément Beaune | Haut-commissaire à la stratégie et au plan | 23 mai 2025 | NC |